# Trentemøller
Anders Trentemøller (* 16. Oktober 1972 in Vordingborg, Dänemark) ist ein dänischer Musiker und Produzent, der hauptsächlich auf seinem eigenen Label In My Room veröffentlicht.

## Leben und Werk
Trentemøller zog Anfang der 1990er Jahre nach Kopenhagen, um dort eine Rockband zu gründen.  2003 trat Trentemøller mit der selbstbetitelten Trentemøller EP erstmals mit einer Veröffentlichung in Erscheinung. Für das darauf enthaltene Stück Le Champagne erhielt er bei den Danish DJ Awards 2004 die Auszeichnung „Upfront Release Of The Year“.
2005 erhielt er in Dänemark die Auszeichnung „Producer Of The Year“ und wurde von den Lesern der Zeitschrift Groove zum besten Newcomer des Jahres 2005 gewählt. In der gleichen Umfrage wurde sein Stück Polar Shift als eines der besten Stücke des Jahres und sein Remix für Yoshimotos Du What U Du als einer der besten Remixe des Jahres gewählt. Sein Yoshimoto-Remix zählte zu den großen Clubhits des Jahres 2005 und wurde in der Folge von mehreren Plattenlabeln lizenziert und erneut aufgelegt.
Ende des Jahres 2005 lieferte Trentemøller mit dem Remix des Röyksopp-Stückes What Else Is There? erneut einen Clubhit, der bereits kurz nach seiner Veröffentlichung in zahllosen DJ-Charts gelistet wurde. Nach weiteren Remixaufträgen durfte Trentemøller zuletzt das Stück Sodom von den Pet Shop Boys bearbeiten.
Seit dem Jahr 2005 veröffentlicht Trentemøller auf Steve Bugs Label Poker Flat Recordings. Seit 2007 tritt er neben seinen DJ-Sets auch mit Unterstützung einer Live-Band auf, wie unter anderem auf dem Roskilde-Festival 2009 sowie als Support Act von Depeche Mode.
Am 28. Mai 2010 erschien das Album Into the Great Wide Yonder, welches in den deutschen Albumcharts Platz 37 erreichen konnte. 2013 erschien das dritte Studioalbum Lost, welches die deutschen, österreichischen und Schweizer Albumcharts erreichte. 2016 erschien das Album Fixion. Ein Jahr später folgte der einstündige YouTube-Film, The Science of Fixion, der den Entstehungsprozess des Albums dokumentiert.
Trentemøller schrieb die elektronische Titelmusik der Fernsehserie Halt and Catch Fire (vier Staffeln, 2014 bis 2017). Hier schuf er eine Verbindung von elektronischen Soundideen der Popmusik der 1980er Jahre und elektronischen Stilen der 2010er.

## Diskografie (Auswahl)

### Studioalben
- 2006: The Last Resort (Poker Flat)
- 2010: Into the Great Wide Yonder (In My Room)
- 2013: Lost (In My Room)
- 2016: Fixion (In My Room)[7]
- 2019: Obverse (In My Room)
- 2022: Memoria (In My Room)
- 2024: Dreamweaver (In My Room)

### Livealbum
- 2013: Live in Copenhagen (In My Room)

### Kompilationen
- 2007: The Trentemøller Chronicles (Audiomatique Recordings)
- 2009: Harbour Boat Trips - 01: Copenhagen by Trentemøller (hfn music)
- 2010: The Trigbag Chronicles (Native Records)
- 2011: Reworked/Remixed (In My Room)
- 2011: LateNightTales (LateNightTales)
- 2014: Lost Reworks (In My Room)
- 2018: Harbour Boat Trips Vol. 02: Copenhagen by Trentemøller (hfn music)

### Singles und EPs
- 2003: Trentemøller EP (Naked)
- 2004: Beta Boy (Out Of Orbit)
- 2004: Physical Fraction (Poker Flat)
- 2005: Kink (3rd Floor)
- 2005: Polar Shift (Poker Flat)
- 2005: Serenetti (Tic Tac Toe)
- 2005: Sunstroke (Poker Flat)
- 2006: Nam Nam EP (Poker Flat)
- 2006: Rykketid (Audiomatique)
- 2006: Always Something Better (Poker Flat)
- 2006: Trendsetta
- 2006: African People (Nam Nam)
- 2007: Moan (Poker Flat)
- 2007: Moan (Dub & Instrumental) (Poker Flat)
- 2007: Take Me into Your Skin (Nudisco Edit) (Poker Flat)
- 2007: An Evening with Bobi Bros
- 2007: The Trentemøller Chronicles (Audiomatique)
- 2008: Miss You (Audiomatique)
- 2008: Live in Concert EP (Roskilde Festival 2007) (Poker Flat)
- 2008: Vamp / Miss You Remixes (Poker Flat)
- 2010: Sycamore Feeling (In My Room)
- 2010: ...Even Though You're with Another Girl (In My Room)
- 2010: Silver Surfer, Ghost Rider Go!!! (In My Room)
- 2011: Shades of Marble (In My Room)
- 2012: My Dreams (In My Room)
- 2013: Never Stop Running (In My Room)
- 2013: Candy Tongue (In My Room)
- 2014: Gravity (In My Room)
- 2014: Deceive (In My Room)
- 2016: River in Me (In My Room)[7]
- 2016: Redifine (In My Room)
- 2016: Complicated (In My Room)
- 2017: One Eye Open (In My Room)
- 2017: Hands Down feat. jennylee (In My Room)
- 2018: Transformer Man (hfn music)
- 2019: Sleeper (hfn music)
- 2019: In the Garden (hfn music)
- 2019: Try a Little (hfn music)